# Барселонський манекен
«Барсело́нський манеке́н» — картина іспанського художника  Сальвадора Далі, написана у 1926 році. Зберігається у Театрі-музеї Сальвадора Далі у Фігерасі.

## Опис
Робота була представлена на виставці «Каталонський модерністський живопис у співставленні з вибраними роботами іноземних художників авнгардистів», що проходила з 16 жовтня по 6 листопада 1926 року в барселонській галереї Далмау. Себастьян Гаш писав про цю виставку так
|  | Сучасний живопис - це ніщо інше, як відомий нам живопис усіх найвеличніших періодів історії мистецтва; той-самий живопис, лише звільнений від усіх, що мають відношення до мистецтва задач, котрі нерідко його деформували, а у більшості випадків - проституювали. |

На полотні ми бачимо потрійний силует, оточений тінями, що описують його в різних ракурсах. Манекен складається з різних геометричних форм і таких символічних елементів як око, напівмісяць, риба з її сексуальною символікою або підв'язка.